# The Physical Impossibility of Death in the Mind of Someone Living
The Physical Impossibility of Death in the Mind of Someone Living ("L'impossibilità fisica della morte nella mente di un vivo") è un'opera d'arte creata nel 1991 da Damien Hirst, artista inglese e membro di spicco dei Young British Artists (o YBA). Consiste in una tassidermia di squalo tigre immerso in una soluzione di formaldeide contenuta in una vetrina. È stato originariamente commissionato nel 1991 da Charles Saatchi, che lo ha venduto nel 2004 a Steven A. Cohen per un importo non divulgato, ampiamente riferito essere stato di almeno $8 milioni. Tuttavia, il titolo del libro di Don Thompson, The $12 Million Stuffed Shark: The Curious Economics of Contemporary Art, suggerisce una cifra più alta.
A causa del deterioramento dello squalo originale di 4,3 m, questo è stato sostituito con un nuovo esemplare nel 2006. È stato in prestito al Metropolitan Museum of Art di New York dal 2007 al 2010.
È considerata un'opera iconica dell'arte britannica negli anni '90, ed è diventata un simbolo della Britart in tutto il mondo.

## Storia
Il lavoro è stato finanziato da Charles Saatchi, che nel 1991 si era offerto di pagare per qualsiasi opera d'arte Hirst volesse creare. Solo lo squalo costò a Hirst £6.000, e il costo totale dell'opera fu di £50.000. Lo squalo è stato catturato al largo di Hervey Bay nel Queensland, in Australia, da un pescatore incaricato di farlo. Hirst voleva qualcosa "abbastanza grande da mangiarti".
È stato esposto per la prima volta nel 1992 nella prima di una serie di mostre dei Young British Artists alla Galleria Saatchi, e successivamente nei suoi spazi a St John's Wood, a nord di Londra. Il quotidiano scandalistico britannico The Sun ha pubblicato un articolo intitolato "£50.000 for fish without chips" (ironizzando con un riferimento al noto piatto britannico). La mostra includeva anche l'opera d'arte di Hirst A Thousand Years. Fu nominato per il Turner Prize, ma il premio fu assegnato a Grenville Davey. Saatchi ha venduto l'opera nel 2004 a Steven A. Cohen per circa 8 milioni di dollari.
Le sue specifiche tecniche sono: "Squalo tigre, vetro, acciaio, soluzione di formaldeide al 5%, 213 × 518 × 213 cm".
Il New York Times nel 2007 ha fornito la seguente descrizione dell'opera d'arte: «Il signor Hirst mira spesso a friggere la mente (e fallisce più di quanto riesca), ma lo fa creando esperienze dirette, spesso viscerali, di cui lo squalo rimane il più eccezionale. In linea con il titolo del pezzo, lo squalo è contemporaneamente vita e morte incarnate in un modo che non afferri fino a quando non lo vedi, sospeso e silenzioso, nella sua vasca. Dà l'impulso innato e demoniaco di vivere in una forma demoniaca, simile alla morte.»

### Deterioramento e sostituzione
Poiché inizialmente lo squalo era stato conservato male, iniziò a deteriorarsi e il liquido circostante divenne torbido. Hirst ha attribuito parte del decadimento al fatto che la Galleria Saatchi aveva aggiunto candeggina al fluido. Nel 1993 la galleria ha scuoiato lo squalo e posto la sua pelle su uno stampo in fibra di vetro, trasformando così lo squalo da una carcassa intatta conservata chimicamente a una tassidermia che viene mostrata nel fluido. Hirst ha commentato: "Non sembrava più così spaventoso... Potevi capire non fosse vero. Non aveva peso."
Quando Hirst venne a sapere dell'imminente vendita dell'opera da parte di Saatchi a Cohen, si offrì di sostituire lo squalo, un'operazione che Cohen finanziò, definendo la spesa "irrilevante" (il solo processo di formaldeide costa circa $100.000). Un altro squalo (una femmina di età compresa tra circa 25 – 30 anni, equivalente alla mezza età) è stato catturato al largo della costa del Queensland e spedito a Hirst, a cui è giunto dopo un viaggio di 2 mesi. Nel 2006, Oliver Crimmen, scienziato e curatore di pesci al Museo di Storia Naturale di Londra, ha contribuito alla conservazione del nuovo esemplare. Ciò ha comportato l'iniezione di formaldeide nel corpo e l'immersione per due settimane in un bagno di soluzione di formalina al 7%. Per ospitare il risultato è stata poi utilizzata la vetrina originale del 1991.
Hirst ha riconosciuto che c'era una questione filosofica sul fatto che sostituire lo squalo significasse che il risultato potesse ancora essere considerato la stessa opera d'arte. Ha osservato: «È un grande dilemma. Artisti e conservatori hanno opinioni diverse su ciò che è importante: l'opera d'arte originale o l'intenzione originale. Vengo da un background di arte concettuale, quindi penso che dovrebbe essere l'intenzione. È lo stesso pezzo. Ma la giuria sarà fuori per molto tempo a venire.»

## Varianti
Hirst ha realizzato successivamente altre opere che presentano anche uno squalo conservato in formaldeide in una vetrina. Nel settembre 2008, The Kingdom, uno squalo tigre, è stato venduto all'asta di Hirst da Sotheby's, Beautiful Inside My Head Forever, per 9,6 milioni di sterline (più di 3 milioni di sterline al di sopra della sua stima).
Hirst ha realizzato una versione in miniatura di The Physical Impossibility of Death in the Mind of Someone Living per il Museo delle miniature nei Paesi Bassi. In questo caso ha messo un guppy in una scatola (10 × 3,5 × 5 centimetri) riempita di formaldeide.

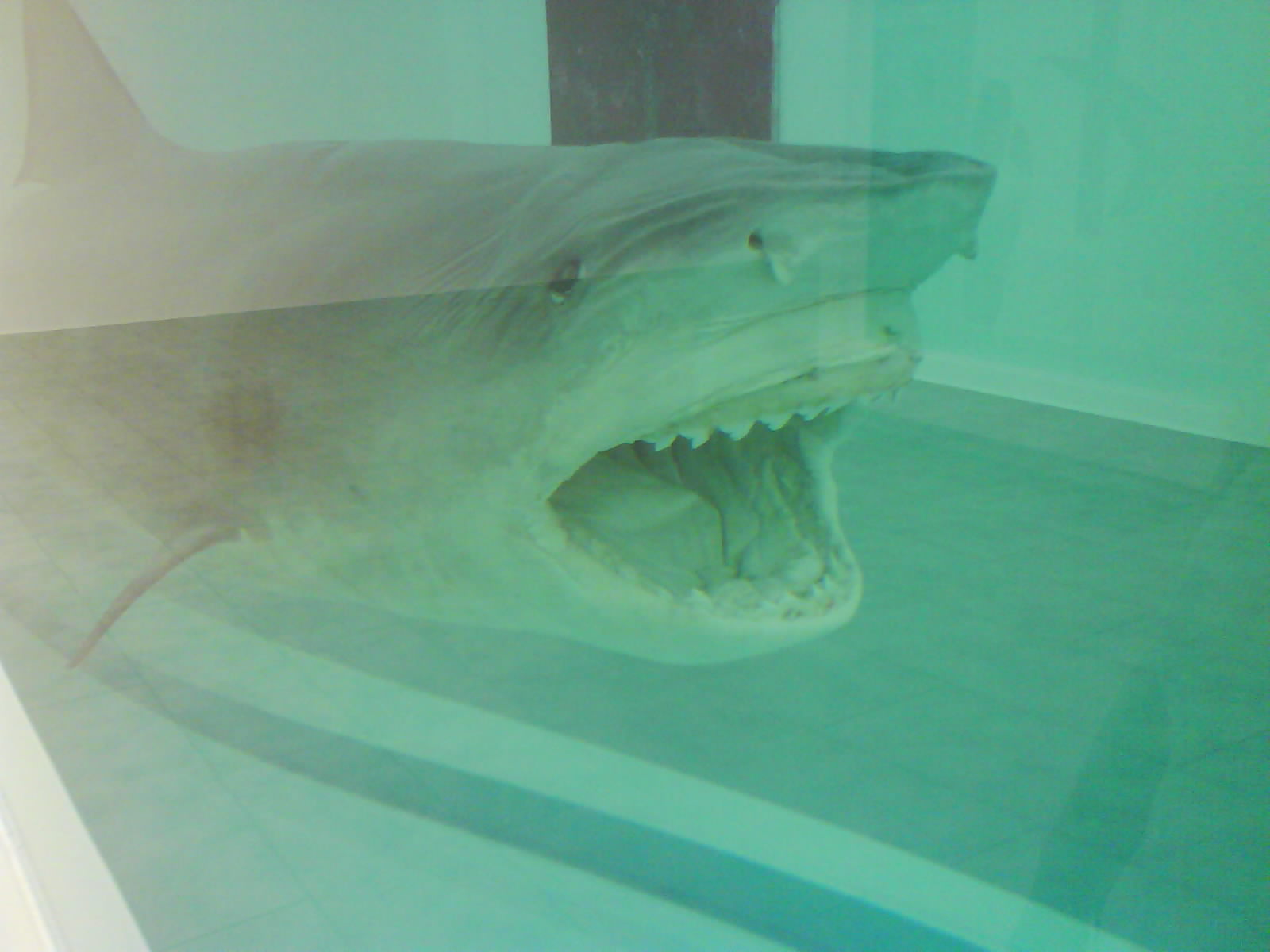
Death Denied (2008)

## Reazioni e riferimenti

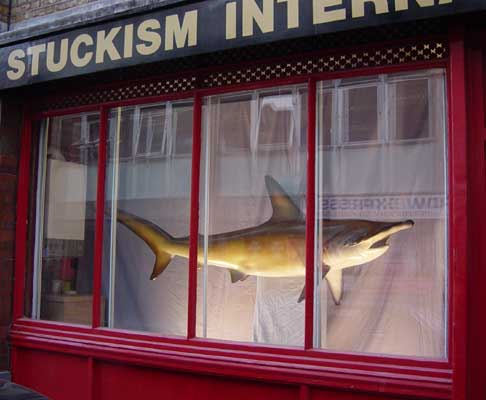
Uno squalo morto non è arte, 2003. Stuckism International Gallery

Nel 2003, con il titolo A Dead Shark Isn't Art (Uno Squalo Morto non È Arte), la Stuckism International Gallery ha esposto uno squalo che era stato esposto per la prima volta al pubblico due anni prima di quello di Hirst da Eddie Saunders nel suo negozio di Shoreditch (Londra), JD Electrical Supplies. Gli "stucchisti" hanno ipotizzato che Hirst potrebbe aver avuto l'idea per il suo lavoro dall'esposizione del negozio di Saunders.
In un discorso alla Royal Academy nel 2004, il critico d'arte Robert Hughes ha usato The Physical Impossibility of Death in the Mind of Someone Living come un ottimo esempio di come il mercato dell'arte internazionale all'epoca fosse " un'oscenità culturale". Senza nominare l'opera d'arte o l'artista, ha affermato che i segni di pennello sul colletto di pizzo di un dipinto di Velázquez potrebbero essere più radicali di uno squalo "che si disintegra oscuramente nella sua vasca dall'altra parte del Tamigi".
Il film britannico-ungherese del 2009 Lo schiaccianoci in 3D presenta una scena in cui uno squalo domestico viene fulminato in una vasca d'acqua, che il regista Andrei Konchalovsky cita come riferimento all'opera d'arte di Hirst.
La risposta di Hirst a coloro che dicevano che chiunque avrebbe potuto realizzare quest'opera d'arte è stata: "But you didn't, did you?" ("Ma non l'avete fatto, vero?").